# BRiGHT FLiGHT/L.Miranic
「BRiGHT FLiGHT/L.Miranic」（ブライト・フライト/エル・ミラニック）は、LiSAの楽曲。LiSAが作詞、野間康介・SiMのボーカルMAHらが作曲を手がけた。彼女の6枚目のシングルとして2014年9月17日にアニプレックスから発売された。

## 概要
前作「Rising Hope」から約4か月ぶりのリリースであり、2014年2作目の作品。今回のシングルは、初の両A面にして自身2作目のノン・タイアップシングルである。
販売形態は通常盤・完全数量生産限定盤の2仕様からなり、完全数量生産限定盤には「BRiGHT FLiGHT/L.Miranic」のPVを収録したDVDと、「BRiGHT FLiGHT」「L.Miranic」それぞれ24ページに及ぶイメージブックレットが同梱されており、またDVDトールケースサイズ3方背スリーブケース仕様となっている。

## 収録曲
| 全作詞: LiSA。 |                    |           |           |           |       |      |
| #              | タイトル           | 作詞      | 作曲      | 編曲      | 備考  | 時間 |
| 1.             | 「BRiGHT FLiGHT」  | LiSA      | 野間康介  | 野間康介  |       | 4:35 |
| 2.             | 「L.Miranic」      | LiSA      | MAH       | akkin     |       | 4:08 |
| 3.             | 「東京ラヴソング」 | LiSA      | LiSA      | akkin     |       | 4:36 |
| 合計時間:      | 合計時間:          | 合計時間: | 合計時間: | 合計時間: | 13:19 |      |

| #  | タイトル                       | 作詞 | 作曲・編曲 |
| -- | ------------------------------ | ---- | ---------- |
| 1. | 「BRiGHT FLiGHT -Music Clip-」 |      |            |
| 2. | 「L.Miranic -Music Clip-」     |      |            |